# Ngày Sinh giới Hoang dã Thế giới
Ngày Sinh giới Hoang dã Thế giới, viết tắt là WWD (World Wildlife Day) là ngày 03 Tháng Ba hàng năm.
Ngày lễ quốc tế này được Đại hội đồng Liên Hợp Quốc (UNGA) tại phiên họp thứ 68 ngày 20/12/2013 trong Nghị quyết A/RES/68/205.
Nghị quyết quyết lấy ngày 03 Tháng Ba, ngày thông qua Công ước về buôn bán quốc tế các loài động thực vật hoang dã có nguy cơ (tuyệt chủng) (CITES - Convention on International Trade in Endangered Species of Wild Fauna and Flora), do Thái Lan đề xuất, để ăn mừng và cổ động cho nâng cao nhận thức về hệ động vật và thực vật hoang dã trên thế giới.

## Tổng quan
Trong nghị quyết Đại hội đồng khẳng định giá trị nội tại của Sinh giới hoang dã và các đóng góp của nó trong sinh thái, di truyền, xã hội, kinh tế, khoa học, giáo dục, văn hóa, giải trí và thẩm mỹ, để phát triển bền vững và hạnh phúc của con người.
Đại hội đồng ghi nhận những kết quả của cuộc họp lần thứ 16 của Hội nghị các Bên tham gia Công ước CITES, được tổ chức tại Bangkok từ ngày 03 đến ngày 14/3/2013.
Đại hội đã yêu cầu Ban Thư ký CITES, phối hợp với các tổ chức có liên quan của hệ thống Liên Hợp Quốc, để tạo thuận lợi cho việc thực hiện ngày Sinh giới hoang dã Thế giới.

## Chủ đề năm 2015
Các chủ đề năm 2015 là "Tội phạm đối với sinh giới hoang dã đang là nghiêm trọng, chúng ta đang nhận hậu quả nghiêm trọng từ tội phạm đối với sinh giới hoang dã" (Wildlife Crime is serious, let’s get serious about wildlife crime).